# Ерна Шнайдер Гувер
Доктор Ерна Шнайдер Гувер (англ. Erna Schneider Hoover; нар. 19 червня 1926) — американська математик, що здобула популярність завдяки винаходу комп'ютеризованого методу розподілу дзвінків, який, згідно з деякими думками, «став революцією в сучасній комунікації». Цей метод дозволяє автоматичній телефонній станції контролювати рівень завантаження колл-центру і ранжувати дзвінки за пріоритетом, що забезпечує більш ефективну роботу в години пікової кількості дзвінків. В Лабораторіях Белла, де Ерна Гувер пропрацювала більше 32 років, її називають новаторкою, яка відкрила жінкам дорогу в сферу комп'ютерних технологій. Їй належить один з перших патентів на комп'ютерне програмне забезпечення. У 2008 році вона стала членом Національної зали слави винахідників.

## Ранні роки
Ерна Шнайдер Гувер народилася 19 червня 1926 року в Ервінгтоні, штат Нью-Джерсі, США. Її родина жила в Саут-Оріндж (Нью-Джерсі), батько працював стоматологом, а мати — вчителькою. У Гувер був молодший брат (помер від поліомієліту в п'ять років).
Вона любила купатися в морі, плавати на човні і байдарці і з ранніх років цікавилася наукою. Відповідно до одного з джерел, вона прочитала біографію Марії Кюрі і зрозуміла, що, всупереч панівним на той час ідеям про гендерний розподіл ролей, може домогтися успіху на науковому терені. Гувер вчилася в коледжі Веллслі, де займалася класичною та середньовічною філософією, а також історією. З відзнакою закінчивши коледж у 1948 році, вона отримала ступінь бакалавра гуманітарних наук і була прийнята до елітного товариства Фі Бета Каппа і нагороджена почесним званням «Durant Scholar».

## Робота
З 1951 по 1954 Ерна Шнайдер Гувер обіймала посаду професора в Суортмор-коледж і викладала філософію та логіку. Однак безстроковий контракт на посаду їй отримати не вдалося; згідно з деякими даними, причиною невдачі став її гендер і сімейне становище. У 1953 році вона вийшла заміж за Чарльза Вілсона Гувера-мол., який підтримував її прагнення побудувати кар'єру.
У 1954 році Гувер влаштувалася до Лабораторії Белла на посаду старшого технічного співробітника, а в 1996 році отримала підвищення. Внутрішня програма підготовки в Лабораторіях Белла була «еквівалентна отримання ступеня магістра з інформатики». Електронні комутаційні системи тоді витіснялися системами, що базуються на комп'ютерних технологіях. Але коли за невеликий проміжок часу до колл-центру надходили тисячі телефонних дзвінків, виникала проблема: малонадійні електронні реле не витримували навантаження, і вся система зависала.
Використовуючи свої пізнання в символічній логіці та теорії зворотного зв'язку, Ерна Шнайдер Гувер перепрограмувала механізм управління колл-центром таким чином, щоб дані про дзвінки могли впливати на роботу всієї системи. Раніше для того, щоб контролювати, з якою частотою надходять дзвінки в той чи інший період часу використовувалися методи комп'ютерної електроніки. Згідно з методом Гувер, процеси введення-виведення даних тепер розглядалися системою як більш пріоритетні порівняно процесами, спрямованими, наприклад, на записи розмов або тарифікацію. Це дозволило комп'ютеру регулювати надходження дзвінків до колл-центру, що, в свою чергу, значно знизило ймовірність перевантаження. Такий механізм роботи став відомий як контроль з допомогою встановленої програми.
Згідно з деякими джерелами, ідея створення такої системи прийшла до Гувер, коли вона лежала в лікарні після народження другої дочки. Поки вона була у відпустці по догляду за дитиною, їй нанесли візит юристи з Лабораторій Белла, які займаються реєстрацією її патенту, щоб отримати підпис. Результатом її впровадження винаходу стало куди більш ефективна робота з клієнтами під час високого завантаження телефонних ліній:
|                            | На мій погляд, це було прагматичним рішенням ... Я розробила виконавчу програму, яка дозволила справлятися з ситуаціями, коли дзвінків було занадто багато; тепер система не виходила з ладу, а продовжувала ефективно працювати. По суті, ця програма була розроблена, щоб при підвищенні навантаження система перестала розводити руками і виходити у вікно. |
| — Ерна Шнайдер Гувер, 2008 | |

У листопаді 1971 року Ерна Шнайдер Гувер запатентувала свій винахід, названий «Система моніторингу зі зворотним зв'язком для обробки даних за допомогою встановленої програми» (Feedback Control Monitor for Program Stored Data Processing System); її патент, який отримав номер 3,623,007, став одним з перших, що зареєстрував право власності на програмне забезпечення. Заявку на нього Гувер подала в 1967 році, а сам патент отримала через чотири роки. Завдяки своєму винаходу Гувер стала першою жінкою, що зайняла посаду керівника технічного відділу в Лабораторіях Белла. У 1987 році вона очолила відділ операційної підтримки. Навіть зараз, у двадцять першому столітті, принципи її винаходи використовуються в роботі телекомунікаційного обладнання.
Гувер працювала з різними високорівневими додатками, наприклад, з програмами управління радіолокаційною системою протиракетної оборони «Safeguard», призначеною для перехоплення міжконтинентальних балістичних ракет. Її відділ займався розробкою методів штучного інтелекту, великих баз даних, програм, які здійснюють транзакції, для роботи великих телефонних мереж. Пропрацювавши в Лабораторіях Белла тридцять два роки, в 1987 році Гувер пішла на пенсію. Крім того, вона входила до ради декількох закладів вищої освіти Нью-Джерсі. Будучи членом ради піклувальників Коледжу Нью-Джерсі, вона описувалася як ентузіастка, завдяки якій вдалося підвищити присутність жінок в університеті, а також залучити до нього «найбільш підготовлених випускників шкіл» в штаті; крім того, активно закликаючи владу до фінансування коледжу, вона допомогла йому підвищити престижність.

## Нагороди
У 2008 році Ерна Шнайдер Гувер була офіційно прийнята до Національної зали слави винахідників. Wellesley college також присудив своїй колишній студентці нагороду.